# 王为璐
王为璐（1948年9月—），山东文登人。1969年加入中国共产党。解放军后勤工程学院汽车系毕业，大学学历，副教授。历任解放军石家庄陆军学院教员、副教授；海南省直机关工委处长、部长、副书记；三亚市委常委、组织部部长、市委副书记、副市长；海南省工商局局长，省人事劳动保障厅厅长，省委组织部副部长等职。2002年4月获任中共海南省委常委、秘书长，2005年1月改兼海口市委书记，2007年3月任省纪委书记，2012年4月卸任。